# Федотовка (Башкортостан)
Федо́товка (баш. Федотовка) — деревня в Фёдоровском районе Башкортостана, входит в состав Бала-Четырманского сельсовета.

## География
Деревня находится на правом берегу реки Ашкадар.

### Географическое положение
Расстояние до:
- районного центра (Фёдоровка): 28 км,
- центра сельсовета (Бала-Четырман): 6 км,
- ближайшей ж/д станции (Мелеуз): 46 км.

## Население
| 2002 | 2009 | 2010 |
| ---- | ---- | ---- |
| 2    | →2   | ↘0   |

### Национальный состав
Согласно переписи 2002 года, преобладающая национальность — русские (100 %).